# Uberer
Uberer (lat. Uberii) ist der Name eines halbkeltischen Stammes, der um 100 v. Chr. im Oberwallis (Schweiz) heimisch war. Die Uberer besiedelten den obersten Teil des Rhonetals, vom Goms bis in die Region Visp (Kanton Wallis). Sie waren kulturell stark mit den Lepontiern aus Oberitalien (Region Domodossola) verwandt und werden in der Literatur zu den Kelten gerechnet.
Siehe auch: Geschichte des Wallis